# Алханлы
Алханлы (азерб. Alxanlı) — село в Физулинском районе Азербайджана, на левом берегу реки Кенделанчай.

## История
По данным «Свода статистических данных о населении Закавказского края, извлеченных из посемейных списков 1886 года», в селе Алиханлу одноимённого сельского округа Джебраильского уезда Елизаветпольской губернии был 131 дым и проживало 528 азербайджанцев (указаны как «татары»), по вероисповеданию — шиитов. 9 человек являлись представителями духовенства, остальные — крестьянами.
В 1993 году, во время Первой карабахской войны, Алханлы, расположенное вблизи зоны военных действий, оказалось занято армянскими войсками и подверглось разрушению. Жители покинули село. В январе 1994 года, в ходе зимнего контрнаступления, азербайджанской армии удалось вернуть контроль над Алханлы. Село было восстановлено; 582 семей из довоенного населения в 712 семей вернулись в свои дома.
До осени 2020 года Алханлы оставалось прифронтовым селом. 4 июля 2017 года армянские войска подвергли село обстрелу, в результате которого были убиты 51-летняя женщина и её 18-месячная внучка. Ещё одна женщина, 52 лет, находившаяся в доме, была ранена, но выжила. Смерть ребёнка вызвала острую реакцию в Азербайджане. Армянскую сторону осудили Министерство иностранных дел Турции, посол Ирана в Азербайджане, представители законодательной власти Великобритании, Франции, Германии, России.

## Известные уроженцы, жители
Ахундов, Саттар Али оглы — советский, азербайджанский писатель.